# Psittacanthus cardiphyllus
Psittacanthus cardiphyllus là một loài thực vật có hoa trong họ Loranthaceae. Loài này được (Willd. ex Roem. & Schult.) Eichler miêu tả khoa học đầu tiên năm 1868.